# 14335 Alexosipov
A 14335 Alexosipov (ideiglenes jelöléssel 1981 RR3) a Naprendszer kisbolygóövében található aszteroida. Nyikolaj Sztyepanovics Csernih fedezte fel 1981. szeptember 3-án.